# Seigneurie de Valbonne
Cet article court présente un sujet plus développé dans : Seigneurie de Montluel.
La seigneurie de Valbonne était une seigneurie tenue par les seigneurs de La Valbonne, aujourd'hui hameau de Balan et Béligneux, dans la région naturelle de la Côtière et dans le département français de l'Ain. Sa domination sur la région fut effective jusqu'au XIe siècle.

## Situation
La seigneurie de la Valbonne s'étendait entre le bas de la Côtière et le Rhône, depuis Miribel jusqu'à Meximieux.

## Histoire
Olim Vallis Bona, Valbonna.
La Valbonne fut à l'origine la possession des seigneurs de Montluel. En 1326, elle passe aux dauphins de Viennois, qui en firent une baronnie, en 1343, au roi Jean, et enfin, en 1354, aux comtes de Savoie. Elle forme un des bailliages des États de Savoie avec pour centre, Montluel,.
En 1454, les terres de Valbonne sont ravagées par le dauphin Louis XI sur un coup de colère contre son père Charles VII venu l'empêcher de se marier avec charlotte de Savoie.
Le 26 février 1460, elle est érigée en titre de comté par le duc Louis de Savoie.
La seigneurie de Montluel fut d'abord une châtellenie dépendant de cette seigneurie, avant de s'émanciper de celle-ci, probablement à partir de la fin du XIe siècle.